# Étienne Clavier
Pour les articles homonymes, voir Clavier.
Étienne Clavier, né à Lyon le 26 décembre 1762 et mort à Paris le 18 novembre 1817, est un magistrat et helléniste français, ami de l'érudit grec Adamantios Koraïs et de l'épistolier et helléniste Paul-Louis Courier.

## Biographie
Fils d'un riche négociant lyonnais, il étudie les langues anciennes, puis vient faire à Paris des études de jurisprudence. Il achète en 1788 une charge de conseiller au Châtelet, dont il est dépouillé à la Révolution. Entré dans la magistrature sous le Directoire, il devient juge au tribunal criminel de la Seine, où il se fait remarquer par son indépendance de caractère lors du procès du général Moreau. Pressé par Murat, qui lui demande de prononcer la peine capitale tout en lui donnant l'assurance que Napoléon fera grâce, Clavier lance alors cette réplique mémorable : « Et à nous, qui nous la fera ? » Il est finalement évincé de son poste lors de la réorganisation des tribunaux en 1811.
Il épouse Esther du Bochet de La Porte (1762-1843), demi-sœur de Jean-Alexandre Dubochet, avec qui il a deux filles : Herminie (1795-1842, épouse de Paul-Louis Courier puis de Théodore Maunoir) et Esther (1798-1870, épouse du préfet André-Claude Faye).
Élu membre de l'Académie des inscriptions et belles-lettres en 1809, il donne sa fille aînée en mariage à Paul-Louis Courier à la condition qu'il tâche d'entrer lui aussi à l'Institut. Il devient titulaire de la chaire d'histoire et de morale au Collège de France en 1812 et il est nommé censeur royal à la Restauration.
Étienne Clavier a contribué à l'Académie des inscriptions plusieurs mémoires, dont un sur les Oracles des Anciens, où il soutient que les prêtres de l'antiquité n'avaient nul besoin de recourir à la fraude pour produire leurs miracles, lesquels s'expliquent aisément par la confiance et la crédulité du peuple. Son œuvre d'helléniste est dans l'ensemble peu estimée, ses traductions étant jugées peu exactes et son érudition mal digérée. Son principal mérite, juge Pierre Larousse, est d'avoir fait œuvre d'helléniste avec droiture et persévérance à une époque où il n'y en avait aucun en France qui fût de premier ordre.
Il est inhumé au cimetière du Père-Lachaise (48e division),.

## Principales publications
- Histoire des premiers temps de la Grèce, depuis Inachus jusqu'à la chute des Pisistratides (2 volumes, 1809)

### Traductions
- Plutarque : Œuvres, traduction de Jacques Amyot révisée et éditée par Étienne Clavier (26 volumes, 1801-1805)
- Pseudo-Apollodore : Bibliothèque d'Apollodore l'Athénien (2 volumes, 1805)
- Pausanias : Description de la Grèce (7 volumes, 1814-1823) Texte sur Wikisource

## Sources
- Sources biographiques : Pierre Larousse, Grand Dictionnaire universel du XIXe siècle, vol. IV, 1869, p. 411-412, et William Duckett, Dictionnaire de la conversation et de la lecture, vol. V, 1853, p. 699.
- Sources bibliographiques : Bibliothèque nationale de France.